# Тальков, Владимир Владимирович
Влади́мир Влади́мирович Талько́в (род. 14 апреля, 1953, Орлово-Розово, Чебулинский район, Кемеровская область) — российский скульптор, музыкальный продюсер и киноактёр. Старший брат Игоря Талькова, работал директором группы своего брата «Спасательный круг», автор книг о нём.

## Биография

### Первые годы
Владимир Тальков родился 14 апреля 1953 года в лагере в семье политических заключённых: Владимира Максимовича Талькова, сына офицера Русской императорской армии (по советской терминологии — царской), арестованного по политическому доносу, и репрессированной немецкого происхождения Ольги Юльевны Швагерус (Тальковой). Родители познакомились во время совместных театральных представлений мужчин и женщин-заключенных, здесь же и родился Владимир. Первое время после рождения он жил с мамой в лагерном бараке, затем был отправлен к бабушке. В годовалом возрасте Володя, как и многие в лагере дети, переболел отитом и едва выжил. 
После освобождения родителей семья переехала в деревню Грецовка Щёкинского района Тульской области. Там в 1956 году родился младший брат Игорь. Владимир Тальков показал первые аккорды и научил будущего музыканта и поэта играть на гитаре. В юности увлекался гимнастикой и боксом. В 1974—1976 гг. Владимир служил в армии в Киргизской ССР.

### В коллективе Игоря Талькова
Владимир Тальков дважды спас своего брата Игоря Талькова от смерти, в первый раз в детстве, когда откачал его после мальчишеских забав, а второй раз в 1980-е годы, когда музыканта ударило током напряжением 380 вольт во время концерта в Таджикистане, и Владимир моментально среагировал на это, успев обесточить пульт.
С момента создания группы «Спасательный Круг» и до середины 1991 года работал директором коллектива и мастером по свету. Летом 1991 года по совету брата уехал в Гамбург на отдых. Там его и застало трагическое известие об убийстве певца.

### Работа с Вячеславом Клыковым

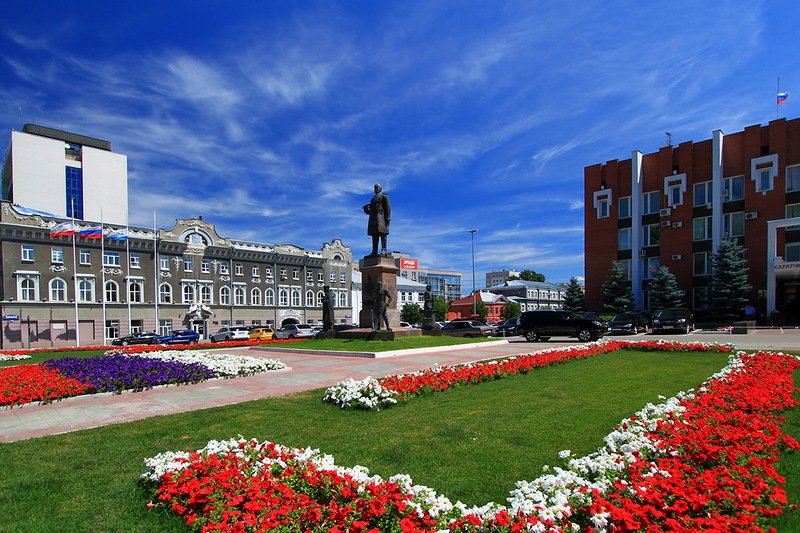
Памятник Петру Столыпину (Саратов)

После убийства Игоря Талькова, которое застало Владимира Талькова в Гамбурге, он возвратился в Россию и отошёл от продюсирования. По его словам, бывшие коллеги по шоу-бизнесу не раз предлагали ему стать продюсером какой-нибудь звезды и организовать совместную фирму по организации концертов, от которых он отказывался. При этом Владимир Тальков принял предложение скульптора Вячеслава Клыкова стать его учеником. Как помощник Клыкова, Владимир Тальков принимал участие в работе по сооружению памятников маршалу Жукову в Москве (1995), князю Владимиру в Белгороде (1998), Илье Муромцу в Муроме (1999), Петру Столыпину в Саратове (2002).
После смерти в 2006 году своего учителя, скульптора Вячеслава Клыкова, работал концертным директором барда Николая Емелина. Участвовал в организации творческих вечеров и других мероприятий памяти Игоря Талькова. В середине 2000-х годов совместно с матерью написал книгу «Крестный путь Игоря Талькова». Перенёс несколько инфарктов, после которых занимается ведением домашнего хозяйства и воспитанием сына.

## Генеалогия
- дедушка — Максим Максимович Талько (1876 — 25 сентября 1957)
- бабушка — Елена Андреевна Талько (1878 — 8 февраля 1955) — полька.
- отец — Владимир Максимович Тальков (до 1937 — Талько, сменил фамилию из-за репрессий, чтобы уберечь родителей; 1907—1978)
- дедушка по матери — Юлий Рудольфович Швагерус (1901—1986) — поволжский немец
- бабушка по матери — Татьяна Ивановна Мокроусова (1902—1949) — русская
- мать — Ольга Юльевна Талькова (урожд. Швагерус) (3 марта 1924 — 24 апреля 2007)

## Семья
- жена — Вера Ивановна Талькова (род. 28 января 1965)
  - Сын — Владимир Владимирович Тальков (29 сентября 1983 — 30 мая 2013)[5].
  - Сын — Георгий Владимирович Тальков (род. 6 мая 2000)

## Фильмография
- 1990 — Охота на сутенёра — Лёша
- 1991 — За последней чертой — один из рэкетиров[6]
- 2007 — Путевой обходчик — менеджер банка
- Проходил кинопробы на роль Вяземского в фильме «Царь Иван Грозный» (1991).

- Принимал участие во многих журналистских передачах и документальных фильмах, посвященных Игорю Талькову, в частности, в фильме «Я вернусь.. Игорь Тальков», «Игорь Тальков. Поверженный в бою»[6][7] и др.

## В искусстве
- Владимиру Талькову посвящена песня Игоря Талькова «Мой брат», написанная в 1985 году, и вышедшая на пластинке «Игорь Тальков» (1986). В ней есть строки: «Ну скажи, перед тем как проститься, ты скажи, как могло так случиться, то, что я себя в жизни нашел, а ты потерял…» Владимир действительно достаточно долго не мог найти себя в жизни, этот момент и отображен в песне.

## Публикации
- Талькова Ольга Юльевна, Тальков Владимир Владимирович. Крестный путь Игоря Талькова. — М.: Эксмо, Алгоритм., 2006,. — 400 с. — (Юбилеи). — 4000 экз. — ISBN 5-699-18781-2.
- Талькова Ольга Юльевна, Тальков Владимир Владимирович. Крестный путь Игоря Талькова. — М.: Эксмо, Алгоритм., 2009,. — 448 с. — (Юбилеи). — 4000 экз. — ISBN 978-5-699-38343-6.
- Талькова Ольга Юльевна, Тальков Владимир Владимирович. Крестный путь Игоря Талькова. — М.: Эксмо, Алгоритм., 2009, 2011. — 448 с. — (Юбилеи). — 6000 экз. — ISBN 978-5-699-52043-5.
- Талькова Ольга Юльевна, Тальков Владимир Владимирович. Игорь Тальков. Убийца не найден. — М.: Алгоритм, 2016. — 240 с. — (Дело не закрыто). — 6000 экз. — ISBN 978-5-906880-29-1.